# 빅 화이트
《빅 화이트》(The Big White)는 미국에서 제작된 마크 미로드 감독의 2005년 코미디, 범죄, 드라마 영화이다. 로빈 윌리엄스 등이 주연으로 출연하였고 크리스토퍼 에버츠 등이 제작에 참여하였다.

## 출연

### 주연
- 로빈 윌리엄스
- 홀리 헌터
- 지오바니 리비시
- 우디 해럴슨
- 팀 블레이크 넬슨
- W. 얼 브라운
- 알리슨 로먼

### 조연
- 마리나 스티븐슨 커
- 랠프 J. 엘더만
- 프랭크 애덤슨

## 기타
- 공동제작: 일레인 다이싱어
- 미술: 존 빌링톤
- 의상: 다레나 스노우
- 배역: 데보라 아퀼라
- 배역: 메리 트리샤 우드